# دولة يهوذا
هذه المقالة هي عن الاقتراح الحديث من أجل انفصال عن كيان. أما بالنسبة لنفس التسمية لمقاطعة ذاتية الحكم في الامبراطورية الاخمينية (بلاد فارس القديمة) ، انظر يهود مديناتأ
دولة يهوذا،بالعبرية : מְדִינַת יְהוּדָה ، Medīnat Yəhuda) هي الدولة الهالاخية المقترحة من طرف المستوطنين الإسرائيلين في الضفة الغربية. فبعد إعلان منظمة التحرير الفلسطينية عن الدولة الفلسطينية في سنة 1988، خاف بعض المستوطنين (وفي المقام الأول الكاهانيون أو أنصار مائير كاهانا) أن يؤدي الضغط الدولي إلى انسحاب إسرائيل من الضفة الغربية وسعوا إلى إرساء الأساس لدولة يهودية دينية في الضفة الغربية.
في يناير 1989 اجتمع عدة مئات من النشطاء وأعلنوا عزمهم إنشاء مثل هذه الدولة إذا انسحبت إسرائيل من الضفة الغربية.

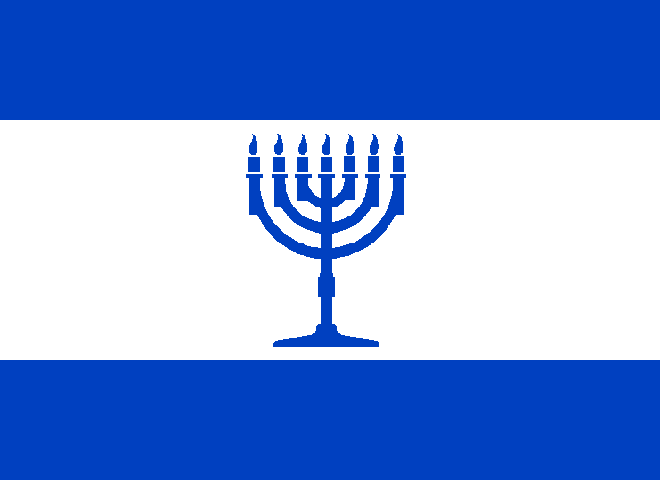
العلم المقترح لدولة يهوذا

تم إحياء الفكرة بعد خطة فك الارتباط من جانب واحد من قبل الجيش الإسرائيلي مما أدى إلى الانسحاب القسري للمستوطنين اليهود من غزة في عام 2005.
في عام 2007 اقترح شالوم دوف فولبو إنشاء دولة جديدة في الضفة الغربية في حال الانسحاب الإسرائيلي.